# Нова Земля (Доктор Хто)
Нова Земля (англ. New Earth) — перший епізод другого сезону поновленого британського науково-файтастичного телесеріалу «Доктор Хто». Уперше транслювався на телеканалі BBC One 15 квітня 2006 року. У підсумку епізод мав 8,62 мільйони глядачів, ставши шостою найбільш переглядуваною програмою тижня на телеканалі транслювання. Цей епізод є першим епізодом «Доктора Хто», який супроводжується відповідною Тардісодою.
Події епізоду відбуваються в 5 мільярдів 23-му році на планеті Нова Земля — в часі, що приблизно відповідає часу поглинання Землі Сонцем у епізоді «Кінець світу». Протягом даного епізоду володар часу Десятий Доктор (Девід Теннант), його супутниця Роуз Тайлер (Біллі Пайпер), а також їхній ворог леді Кассандра (Зої Вонамейкер) з епізоду «Кінець світу», виявляють в головній лікарні Нью-Нью-Йорка велику кількість штучно вирощених людей, яких використовував орден гуманоїдних кішок-черниць (Сестри достатку), примусово заражаючи їх усіма відомими хворобами для отримання ліків проти них.

## Сюжет

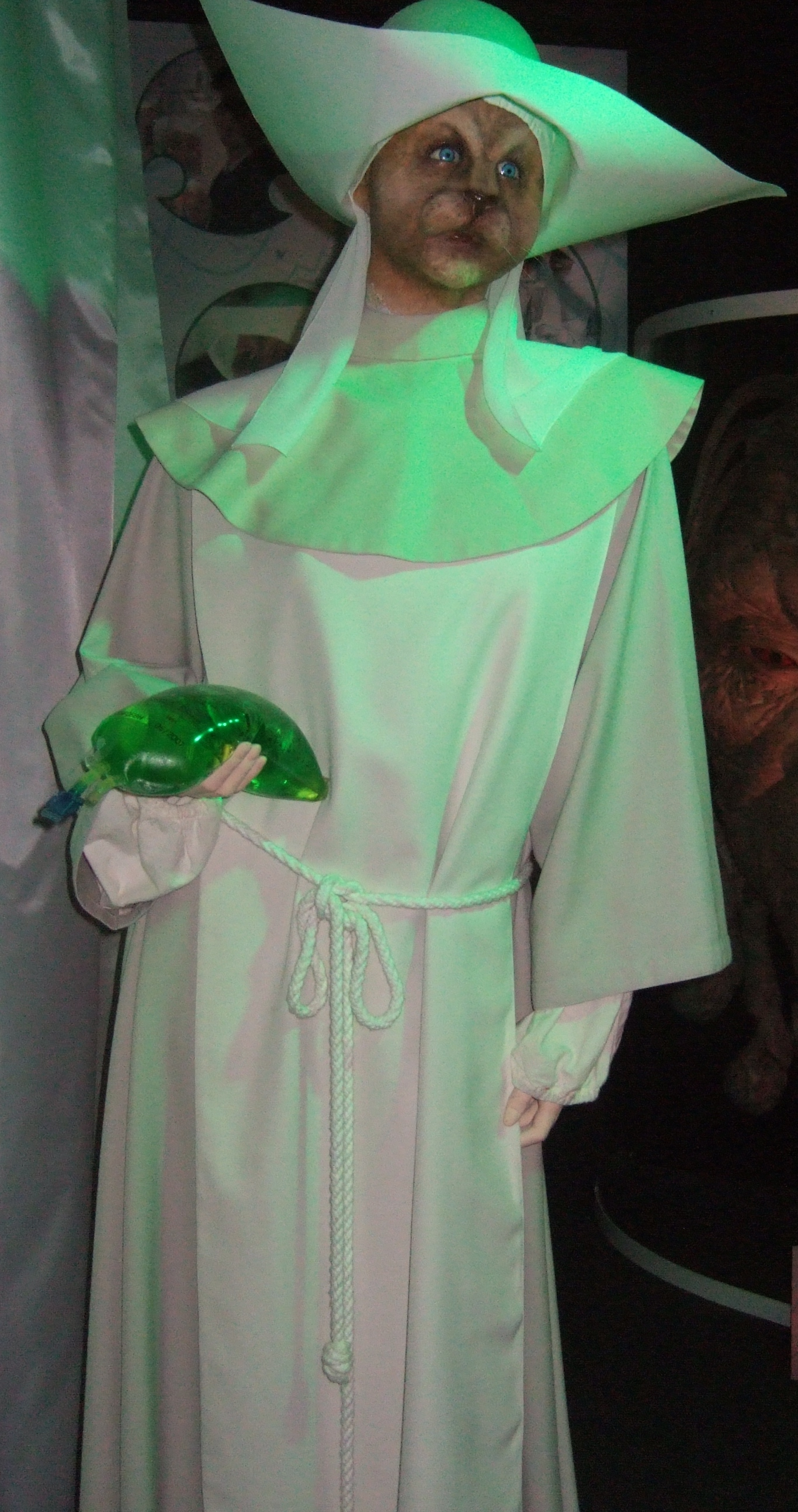
Сестра достатку на виставці Doctor Who Experience

Десятий Доктор заряджає TARDIS та покидає Міккі і Джека разом з Роуз. TARDIS приземляється на Новій Землі, в п'ять мільярдів двадцять третьому році. Після зникнення Землі людство почало ностальгувати за нею та заселило нову планету з подібною гравітацією та атмосферою в Галактиці М87. Роуз у захваті від нового світу та футуристичного міста Нью-Нью-Йорка перед ними. За двома мандрівниками спостерігає металевий павук, яким керує Чіп, маленький блідий чоловік з безліччю татуювань. Чіп отримує вказівки від леді Кассандри, яка впізнає Роуз.
Доктор та Роуз прибувають до головної лікарні міста, якою керують гуманоїдні монахині-кішки, що належать до ордену Сестер достатку. Доктор і Роуз заходять до різних ліфтів, що піднімаються нагору. Чіп скеровує ліфт з Роуз униз до підвалу. Доктора супроводжує сестра Джатт. Вони проходять ліжко, що належить герцогу Манхеттенському, який повільно перетворюється на камінь. Сестра Джатт впевнена, що його вилікують в найкоротші терміни, незважаючи на запевнення Доктора, що ліки від його хвороби не будуть розроблені ще 1000 років. Лікар впізнає Обличчя Бо серед пацієнтів, за яким доглядає послушниця Хейм.
Роуз досліджує підвал і знаходить Кассандру. Кассандру було відновлено після знищення її тіла в епізоді «Кінець світу» з іншого шматочка її шкіри, а Чіп є клоном, який присвятив себе Кассандрі. Кассандра з’ясувала, що сестри щось приховують, та їй потрібна допомога Роуз та її тіло. Використовуючи пристрій з назвою психографт, Кассандра передає свою свідомість Роуз, беручи під контроль її тіло, через що її попереднє тіло гине.

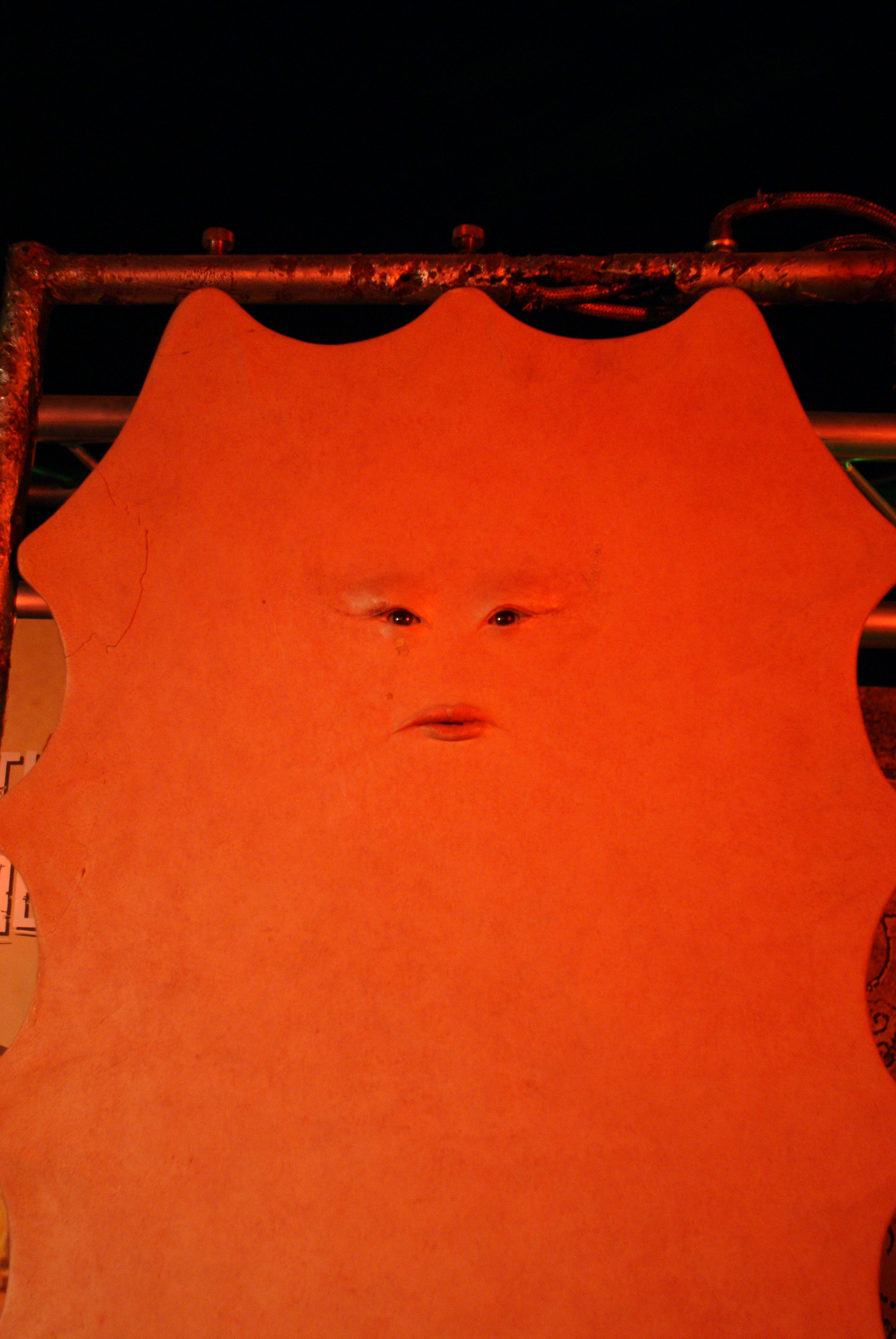
Кассандра О'Брайен на виставці «Doctor Who Experience»

Кассандра читає думки Роуз і виявляє, що чоловік з нею — це Доктор у новому перевтіленні. Вона йде йому назустріч. Доктор дивується, коли виявляє герцога Манхеттенського повністю здоровим та випитує одну з сестер про спосіб його лікування, але вона ухиляється від відповіді. Роуз приходить до Доктора. Її дивна поведінка викликає у нього підозри. Вони заходять до відділу інтенсивної терапії та розкривають секрет лікування: сотні капсул, у кожній з яких утримується штучно вирощена людина, заражена різноманітними хворобами — людська ферма для отримання ліків. Сестри вбивають будь-якого з цих заражених, що має змогу розмовляти чи рухатися. Доктор сперечається з сестрою Хайм, але вона наполягає на тому, що ці штучні люди просто «плоть». Він вимагає, щоб вони повернули нормальну поведінку Роуз, не розуміючи, що її контролює Кассандра. Кассандра розкриває себе та зіштовхує Доктора в одну з капсул.
Поки Доктор знаходиться в капсулі, Кассандра намагається шантажувати послушницю Касп, вимагаючи грошей в обмін замовчування дій сестер. Касп відхиляє пропозицію та погрожує їй своїми кігтями. Кассандра звільняє у відповідь деяких заражених. Вони вбивають одну з сестер, торкаючись її. Касп ставить лікарню під карантин перед тим, як зникнути, а виходи з лікарні блокуються.
Заражені намагаються отримати допомогу від інших у лікарні, але не мають змоги нікого торкнутися, не заразивши його. Повернувшись до схованки Кассандри разом з нею, Доктор виявляє, що у всіх дверях є заражені, що просять допомоги — вони негайно зачиняють двері. Доктор вимагає, щоб Кассандра покинула тіло Роуз — вона переходить у його тіло. Роуз знаходить драбину нагору, якою вони можуть скористатися, щоб піднятися до палат. Роуз піднімається драбиною з Доктором, якого переслідують заражені. Коли Доктор блокує свої думки від Кассандри, вона повертається в Роуз, щоб він міг використати звукову викрутку для відкриття дверей. Кассандра знову переходить до Доктора після цього; Роуз каже Кассандрі щось зробити, інакше вони обоє помруть. Кассандра переносить свій розум в зараженого, щоб Доктор міг використати звукову викрутку для відкриття люка до палат, а потім повертається назад у Роуз.
Доктор і Кассандра дістаються палати з Обличчям Бо. Доктор забирає всі рідкі ліки з палати, прив'язує їх до свого тіла, ковзає на тросі ліфта донизу та розпорошує їх на заражених, виліковуючи їх. Доктор заохочує їх контактувати один з одним: вони йдуть назад та лікують доторками інших.
Сестер, що вижили, арештовує поліція Нью-Нью-Йорка, а вилікуваними зараженими опікуються. Доктор згадує Обличчя Бо та біжить до нього. Обличчя передає Доктору телепатично, що воно втомилось від Всесвіту, але Доктор навчив його дивитися на нього по-новому. Доктор розпитує Обличчя про його повідомлення, яке воно повинне передати Доктору перед своєю смертю, але Обличчя відповідає, що це може почекати до їх третьої та останньої зустрічі. Обличчя Бо телепортується з палати.
Доктор наказує Кассандрі негайно покинути тіло Роуз. Касандра відповідає, що не хоче вмирати. Після цього з'являється Чіп та пропонує себе у якості нового носія розуму Кассандри. Незважаючи на протести Доктора, Кассандра передає свою свідомість до Чіпа. На жаль, його «напівживе» тіло швидко виходить з ладу, і Кассандра усвідомлює свою швидку неминучу смерть. Доктор погоджується виконати останню волю Кассандри, повертаючи її на вечірку, на якій її востаннє в житті назвали прекрасною. «Чіп» наближається до Кассандри з минулого і щиро робить комплімент про її красу, перш ніж впасти у несвідомості в обійми Кассандри минулого, коли вона «його» втішає. Коли Кассандра нарешті помирає, Доктор і Роуз мовчки їх покидають в TARDIS.

## Зйомка епізоду
Расселл Ті Девіс сказав про епізод: «Я обіцяв для Біллі Пайпер епізод, у якому вона б виглядала комічною. Тому перший епізод другого сезону глибоко заснований навколо комедії для Біллі».
Вуличні сцени епізоду були зняті у Россілі, півострів Гауер 26 серпня 2005 року. Сцени в підвалі лікарні були зняті в палаці Тредегар, Ньюпорт. Локація з камерами, в якій знаходились людські істоти, була закинутою паперовою фабрикою, яка раніше використовувалась, як притулок для Свідомості Нестін у епізоді «Роуз». Сцени з головним приміщенням лікарні були зняті в Уельському Мілленіум-центрі. Нічним клубом, до якого Доктор та Роуз приводять Кассандру (в обличчі Чіпа) в кінці епізоду, було використано ресторан Ба Орієнт у затоці Кардіффа. Унаслідок того, що зйомки відбувались удень, дана будівля була закрита зовні чорними портьєрами. Обличчя та тіло Кассандри було вставлено у зняті сцени протягом постпродукції анімаційною студією The Mill.
Події епізоду відбуваються двадцять три роки після подій епізоду «Кінець світу» та тридцять років перед подіями епізоду «Затор» третього сезону.

## Трансляція епізоду та відгуки
Епізод отримав нічний рейтинг 8,3 мільйонів глядачів у Великій Британії з остаточним рейтингом 8,62 мільйонів глядачів, ставши шостою найбільш переглядуваною програмою тижня. Епізод набрав 85 балів Індексу поціновування. Цей епізод є першим епізодом «Доктора Хто», що супроводжується відповідною Тардісодою.